# Richard Buchmayer
Ernst Richard Immanuel Buchmayer (* 20. April 1856 in Zittau; † 24. Mai 1934 in Tamsweg) war ein deutscher Pianist und Musikhistoriker.
Buchmayer begann 1875 mit dem Studium am Konservatorium in Dresden. Nach dessen Abschluss unterrichtete er ab 1879 das Fach Klavier an der Musikschule in Riga, ab 1883 am Dresdner Konservatorium und ab 1892 an der Musikschule in Dresden.
Buchmayer, der seit 1906 eine Professorenstelle für Musikgeschichte innehatte, war außerdem noch als Konzertpianist tätig. Im Jahre 1907 stellte er seine Klavierlehrertätigkeit an den Musikschulen ein, um sich verstärkt historischen Forschungen widmen zu können.
Er war seit 1891 Veranstalter der Historischen Konzerte, in denen vorwiegend Werke von Johann Sebastian Bach erklangen. Aber auch Kompositionen der Vor-Bach-Zeit ließ er wieder aufleben. Darunter waren mehrere bis dahin unveröffentlichte Werke von Georg Böhm und Franz Tunder, die er bei seinen Forschungen in der Stadtbibliothek Lübeck aufgefunden hatte.

## Werke
- Rückblick auf mein Leben, 1926
- Aus Richard Buchmayers Historischen Konzerten, 1927